# Cecropia plicata
Cecropia plicata är en nässelväxtart som beskrevs av José Cuatrecasas. Cecropia plicata ingår i släktet Cecropia och familjen nässelväxter. Inga underarter finns listade i Catalogue of Life.